# Lucius Cornelius Maluginensis Uritinus
Lucius Cornelius Maluginensis Uritinus war ein römischer Senator, Politiker und Militär.
Lucius Cornelius Maluginensis Uritinus war ein Vertreter des Zweiges der Maluginensier der Familie der Cornelier. 459 v. Chr. soll er zusammen mit Quintus Fabius Vibulanus römischer Konsul gewesen sein. In dieser Funktion soll er erfolgreich gegen die Volsker gekämpft haben und dafür mit einem Triumph geehrt worden sein. Die Historizität von Maluginensis Uritinus ist fraglich, da es zu dieser Zeit die Institution des Konsulats wohl noch nicht gab. Sein Sohn Marcus Cornelius Maluginensis soll ebenfalls erfolgreicher Politiker gewesen sein.